# ミレー族
アイルランドの神話において、ミレー族（マイリージャ族Milesians）即ち「ミールの息子達」は、ゲール族のケルトを代表するアイルランドの最終的な住民である。

## 歴史
ミールの子孫はアイルランドを統治するだろうと予言されたが、ミール自身はアイルランドに達することはなく、イベリア半島北西のガリシアで死んだ。彼の叔父であるブレオガンは、塔からアイルランドを見張った。そしてミールの妻Scotaと共にそこに渡った。しかし、トゥアハ・デ・ダナーンに殺された。彼の身体をスペインに返した時、ミールの8人の息子、イトの9人の兄弟がアイルランドの侵略に着手した。
ベルティナの祭りの時、ミレの息子アマーギンの導きで彼らはアイルランドに到着した。ミレー族はトゥアハ・デ・ダナーンを破り、首都のタラを占領し、自分達の首都とした。途中で彼らはエリウ、バンヴァ、フォードラという女神に会い、その土地を彼女らの一人にちなんで名付けると約束した。彼女らの助言はアイルランドの征服を助けた。
エリウの助言が彼らを導き、エリン（Erinn：エリウのもの）と島は命名された。そして、トゥアハ・デ・ダナーンはタルティウの戦いで破られ、短い抵抗の後に休戦し、島は分割された。地上を持つミレー族の一方で、トゥアハ・デ・ダナーンは地底を与えられた。
エーレウォーン（ミレの息子）はアイルランドの北半分を治め、ミレー族の酋長のひとりエヴェルは南半分を治めた。その後、双方は戦争となった。エヴェルは戦死し、エーレウォーンはすべての領土を得て、初代の島全体のミレー族王となった。
トーマス・フランシス・オラヒリーによって提案された歴史の案では、土着の民族と同じ古代の起源を彼らに与え、紀元前1〜2世紀にアイルランドに侵入したゲール族に、ミールの息子からのアイルランドの王の家系は合法性を与える意図のフィクションである。
(「Milesian」という用語は想定された先祖の名前、ミレに基づいた、人工の英単語である。レは古代ギリシア人に使われる名前ミレトスにあたる。)